# The Skiffle Sessions - Live In Belfast 1998
The Skiffle Sessions – Live In Belfast 1998 es un álbum en directo del músico norirlandés Van Morrison, con Lonnie Donegan y Chris Barber, publicado por la compañía discográfica Point Blank Records en enero de 2000. Lonnie Donegan había trabajado previamente con la banda de jazz de Chris Barber cuando consiguió su primer éxito en 1955 con «Rock Island Line». Había sido una gran influencia durante la infancia de Morrison, quien con doce años formó su primera banda de skiffle con compañeros de la escuela en Belfast. The Skiffle Sessions fue el primer álbum de estudio de Donegan en veinte años, lo cual reactivó su carrera hasta su muerte en 2002.

## Grabación
The Skiffle Sessions fue grabado los días 20 y 21 de noviembre en el Whitla Hall de Belfast, Irlanda del Norte. En 1977, Morrison había discutido la posibilidad de grabar un álbum de skiffle con Dr. John, según el propio Morrison, «porque empecé en un grupo de skiffle, y hay miles de músicos que también comenzaron sus carreras tocando esa clase de música». Para preparar la grabación, Morrison fue a ver a Donegan y le invitó a cenar. Tras un segundo encuentro, acordaron grabar las canciones en directo. Dr. John, que estaba tocando en un concierto en el Ulster Hall la misma noche, llegó al final del concierto y tocó el piano en los últimos temas.

## Lista de canciones
Todas las canciones escritas y compuestas por tradicionales excepto donde se anota. 
| N.º | Título                      | Escritor(es)                            | Duración |  |
| 1.  | «It Takes a Worried Man»    |                                         | 3:40     |  |
| 2.  | «Lost John»                 |                                         | 3:33     |  |
| 3.  | «Goin' Home»                | Antonín Dvořák                          | 3:08     |  |
| 4.  | «Good Mornin' Blues»        | Leadbelly, John Lomax                   | 2:52     |  |
| 5.  | «Outskirts of Town»         | Andy Razaf, Fats Waller                 | 4:20     |  |
| 6.  | «Don't You Rock Me Daddy-O» |                                         | 1:51     |  |
| 7.  | «Alabamy Bound»             | Buddy DeSylva, Bud Green, Ray Henderson | 2:22     |  |
| 8.  | «Midnight Special»          |                                         | 2:53     |  |
| 9.  | «Dead or Alive»             | Woody Guthrie                           | 2:33     |  |
| 10. | «Frankie and Johnny»        |                                         | 4:31     |  |
| 11. | «Goodnight Irene»           | Leadbelly, John Lomax                   | 2:46     |  |
| 12. | «Railroad Bill»             |                                         | 1:57     |  |
| 13. | «Muleskinner Blues»         | Jimmie Rodgers, George Vaughn           | 3:06     |  |
| 14. | «The Ballad of Jesse James» |                                         | 3:07     |  |
| 15. | «I Wanna Go Home»           |                                         | 3:46     |  |

## Personal
- Van Morrison: guitarra acústica y voz
- Lonnie Donegan: guitarra acústica y voz
- Chris Barber: contrabajo, trombón y voz
- Paul Henry, Big Jim Sullivan: guitarra acústica
- Nick Payne: saxofón, armónica y coros
- Dr. John: piano
- Nicky Scott, Chris Hunt: bajo
- Alan "Sticky" Wicket: percusión

## Posición en listas
| País          | Lista                    | Posición |
| ------------- | ------------------------ | -------- |
| Alemania      | Media Control Charts     | 80       |
| Noruega       | Norwegian Albums Chart   | 33       |
| Nueva Zelanda | New Zealand Music Charts | 14       |
| Países Bajos  | Mega Albums Top 100      | 99       |
| Reino Unido   | UK Albums Chart          | 14       |
| Suecia        | Swedish Albums Chart     | 51       |